# Corey Crawford (hokeista)
Corey Crawford (ur. 31 grudnia 1984 w Montrealu) – kanadyjski hokeista, reprezentant Kanady.

## Kariera
- Gatineau L’Intrépide (2000-2001)
- Moncton Wildcats (2001-2005)
- Norfolk Admirals (2005-2007)
- Rockford IceHogs (2007-2010)
- Chicago Blackhawks (2006, 2008, 2010-2020)
- New Jersey Devils (2020)

Od 2001 do 2005 przez cztery sezony grał w kanadyjskiej lidze juniorskiej QMJHL w ramach CHL. W drafcie NHL z 2003 został wybrany przez Chicago Blackhawks. W barwach tej drużyny w 2005 rozpoczął występy w lidze NHL. Przedłużał kontrakt z klubem w lipcu 2009 o dwa lata, w maju 2011 o trzy lata, we wrześniu 2013 o sześć lat. Równolegle grał także w zespołach farmerskich w lidze AHL. PO 10 latach gry w Chicago w październiku 2020 przeszedł do New Jersey Devils, podpisując dwuletni kontrakt. Jeszcze przed startem opóźnionego sezonu NHL (2020/2021) w styczniu 2021 ogłoszono zakończenie przez niego kariery zawodniczej.
W kadrze Kanady uczestniczył w turnieju Pucharu Świata 2016.

## Sukcesy
Reprezentacyjne
- Puchar Świata: 2016

Klubowe

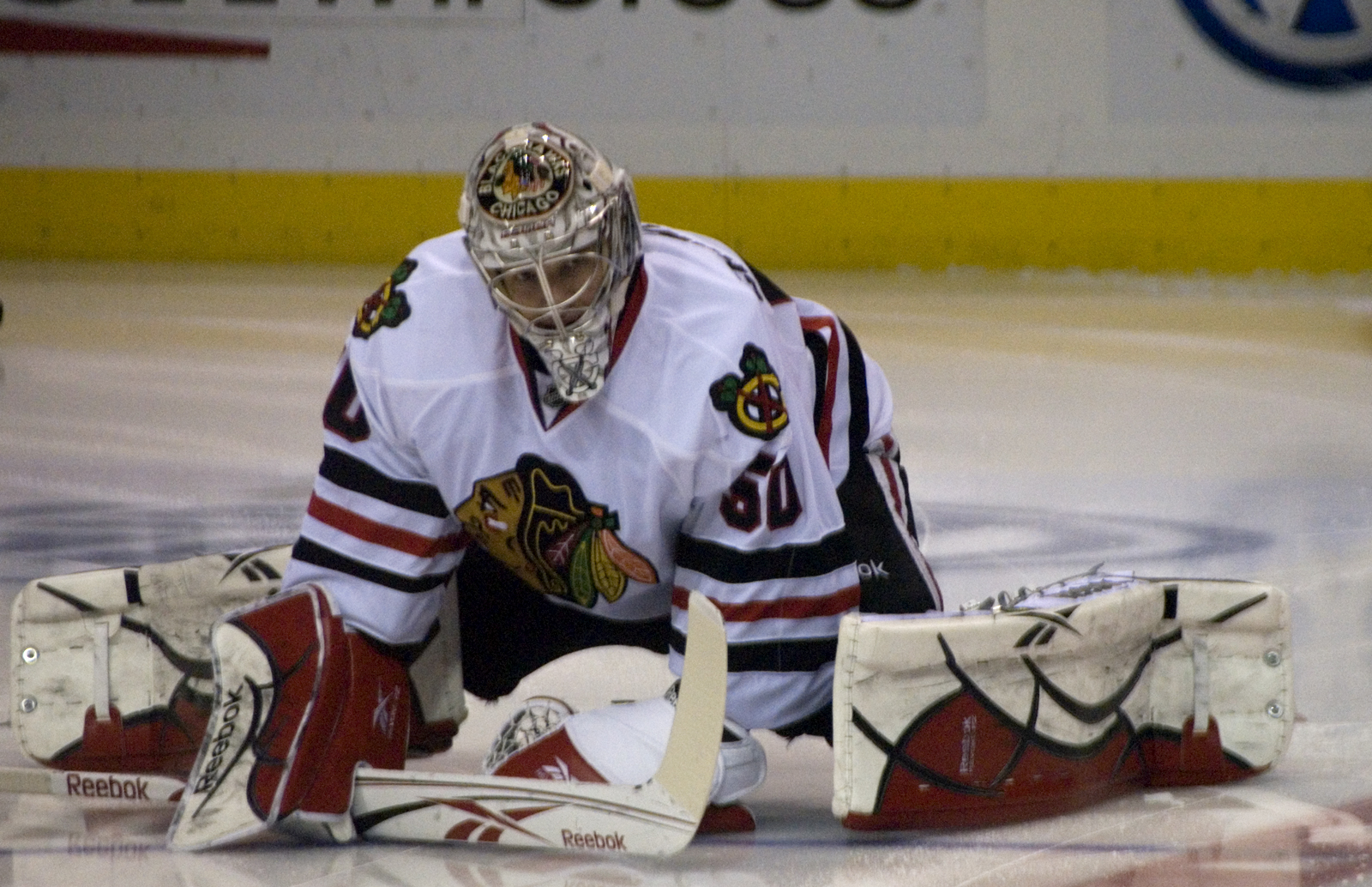
Corey Crawford w barwach Chicago Blackhawks (2011)

- Finał QMJHL o Coupe du Président: 2004 z Moncton Wildcats
- Puchar Stanleya – mistrzostwo NHL: 2010, 2013, 2015 z Chicago Blackhawks
- Clarence S. Campbell Bowl: 2010, 2013, 2015 z Chicago Blackhawks
- Presidents’ Trophy: 2013 z Chicago Blackhawks
- Mistrzostwo konferencji: 2010, 2013 z Chicago Blackhawks
- Mistrzostwo dywizji: 2010, 2013 z Chicago Blackhawks

Indywidualne
- CHL 2002/2003:
  - CHL Top Prospects Game
- QMJHL 2003/2004:
  - Coupe Telus – najlepszy zawodnik defensywy QMJHL
  - Drugi skład gwiazd
- QMJHL 2004/2005:
  - Drugi skład gwiazd
- AHL 2006/2007:
  - Najlepszy bramkarz miesiąca – październik 2006
- NHL (2010/2011):
  - NHL All-Rookie Team
- NHL (2012/2013):
  - William M. Jennings Trophy – najmniej bramek straconych (oraz Ray Emery)
- NHL (2012/2013):
  - NHL All-Star Game
  - William M. Jennings Trophy – najmniej bramek straconych (oraz Carey Price)
- NHL (2016/2017):
  - NHL All-Star Game 2017